# Mérőállomás
A mérőállomás geodéziai műszer, teodolit, távmérő és adatrögzítő egyben. Vízszintes, magassági szögeket és távolságot mér, rögzít. Korábban a teodolit és a távmérő külön műszer volt, és az adatrögzítés még manuálisan történt. Távmérők méretének, energiaszükségletének csökkenésével, és az adatrögzítők megjelenésével egy műszerré forrtak össze. Ezen műszer segítségével felmért adatokból készíthetünk térképeket, vagy térkép (terv) alapján kitűzhetjük a valóságba a tervezett objektumot. Az újabb mérőállomások alkalmasak GPS-szel, ill. digitális szintezőműszerekkel való együttműködésre. Így akár azonnal előállítható a méréskor használható vonatkozási rendszer, 3D-ben (GPS), ill. bekapcsolható a nagy pontosságú magassági rendszerbe (szintező).
A legmodernebb mérőállomások már képalkotásra, szkennelésre is alkalmasak.
Kiépítésük szerint megkülönböztetünk elektro opto-mechanikai, szervóvezérelt, ún. Autolock és Robot mérőállomásokat.

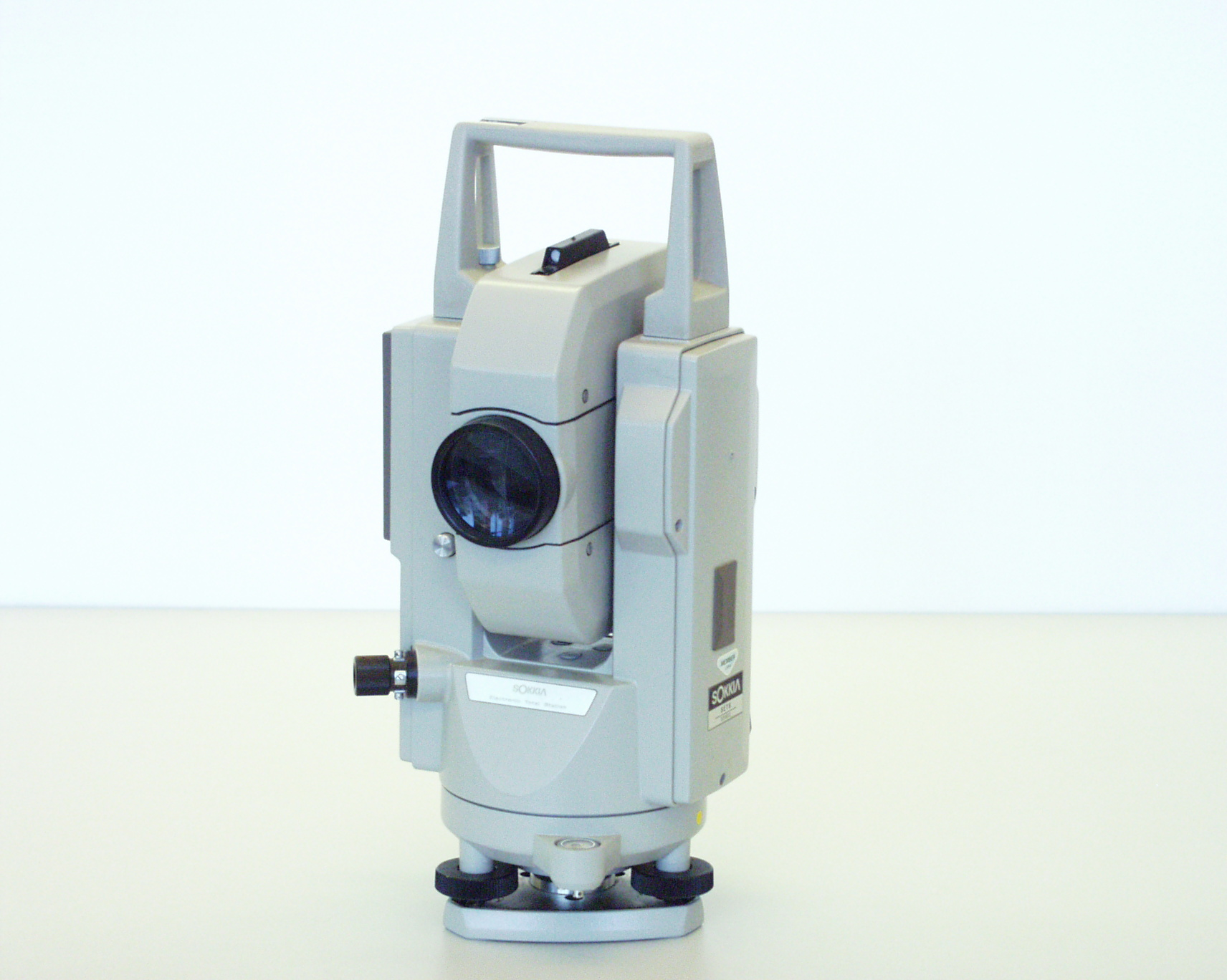
Mérőállomás
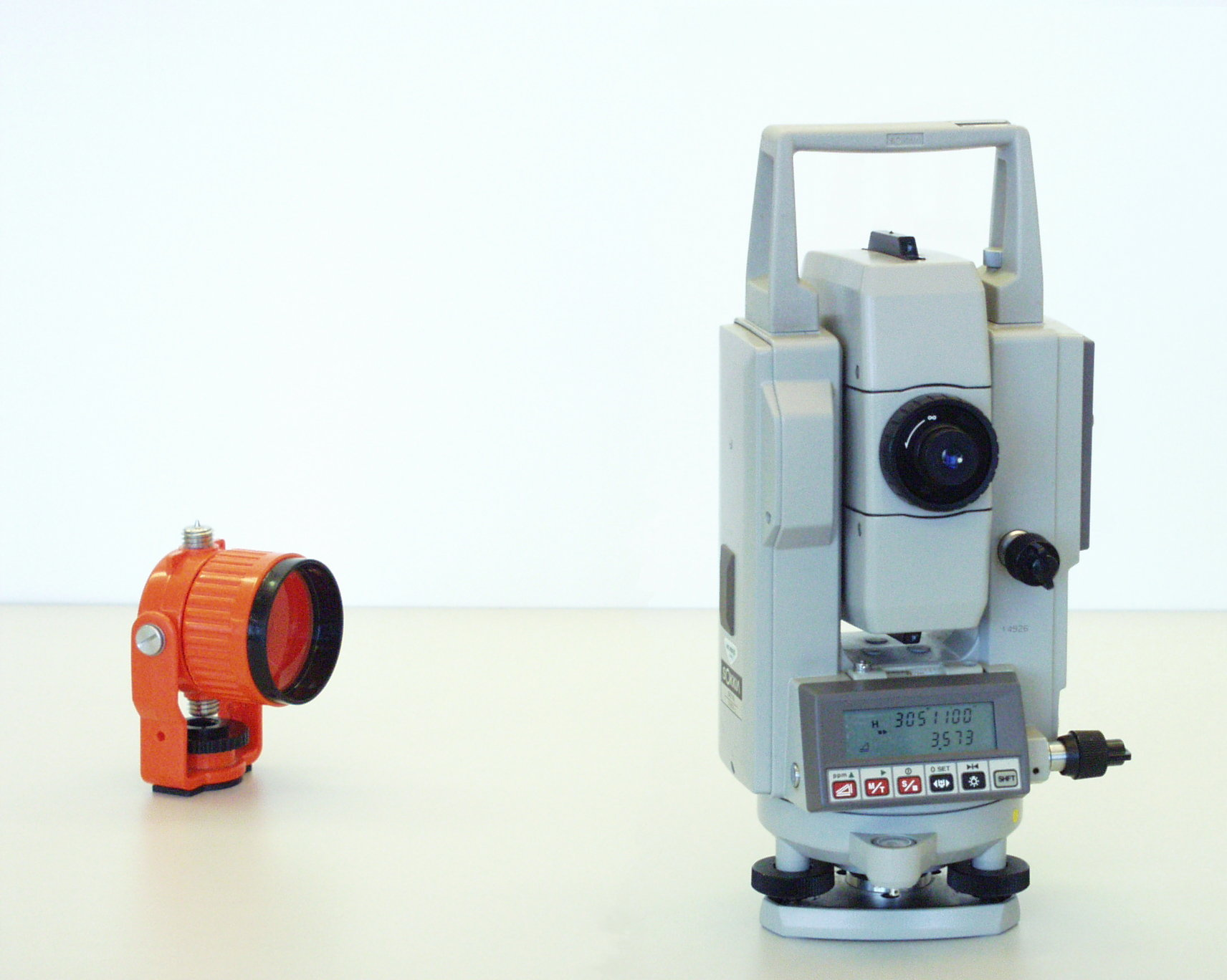
Mérőállomás és prizma
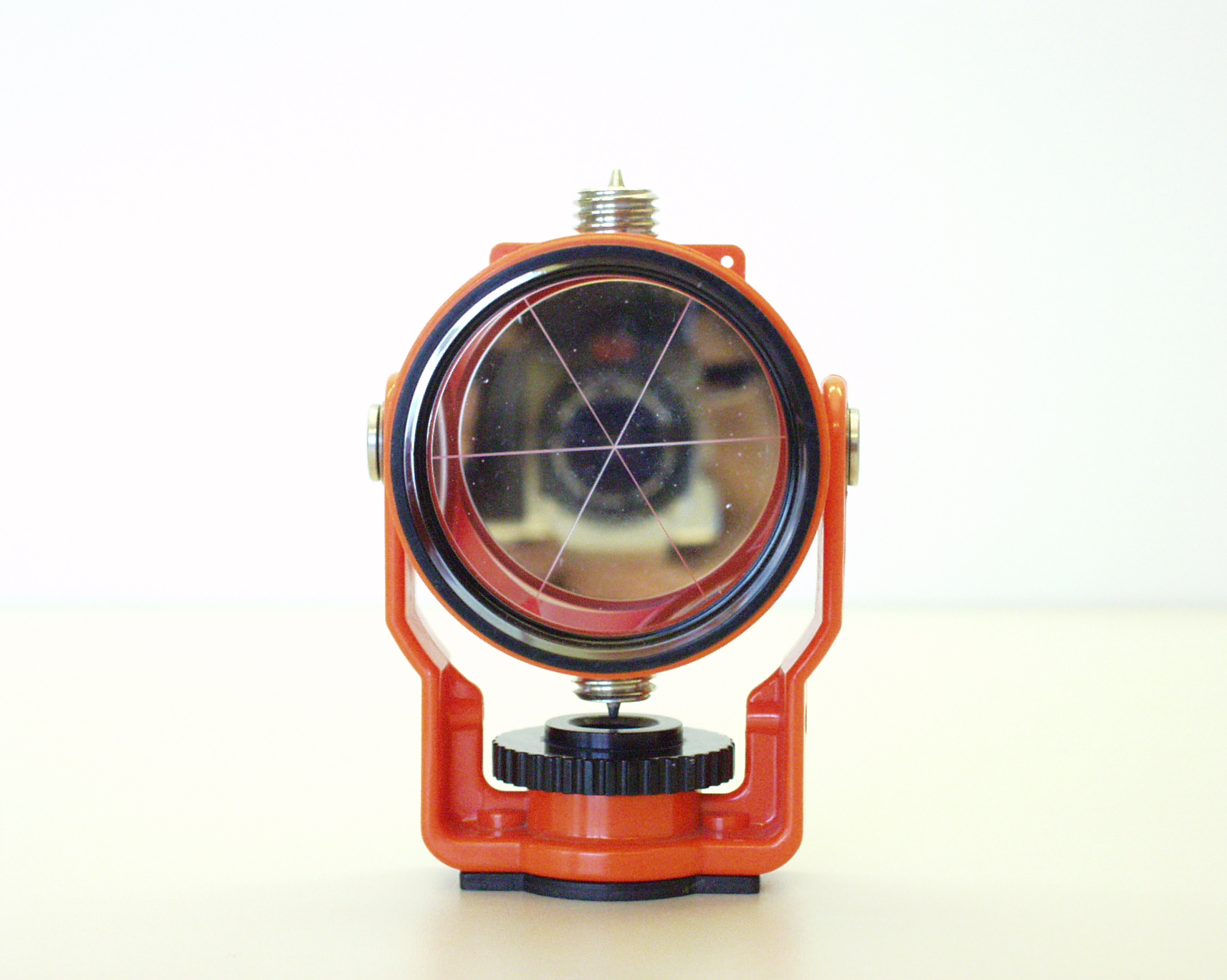
Hármasszöglet (prizma)
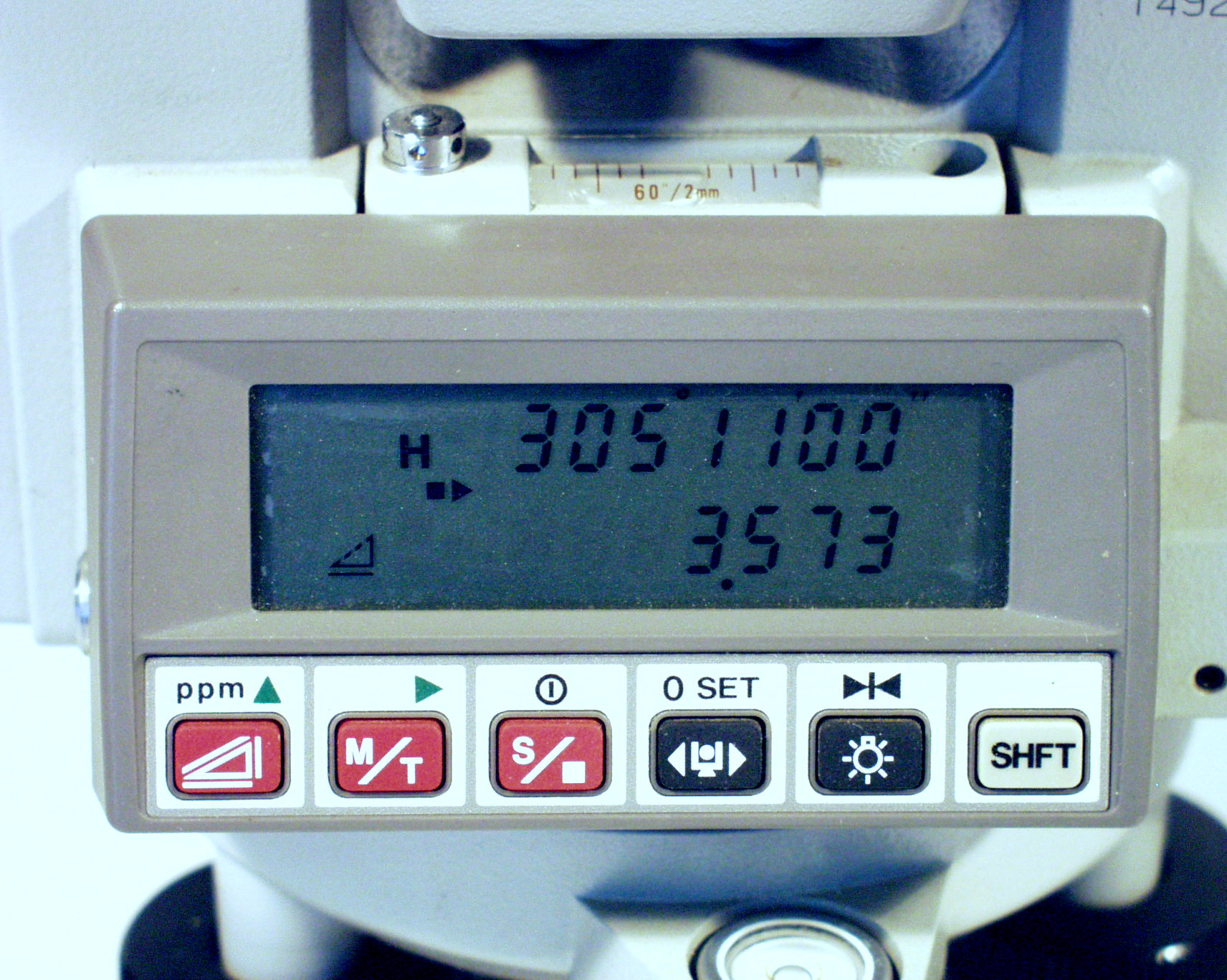
Mérőállomás kijelzője
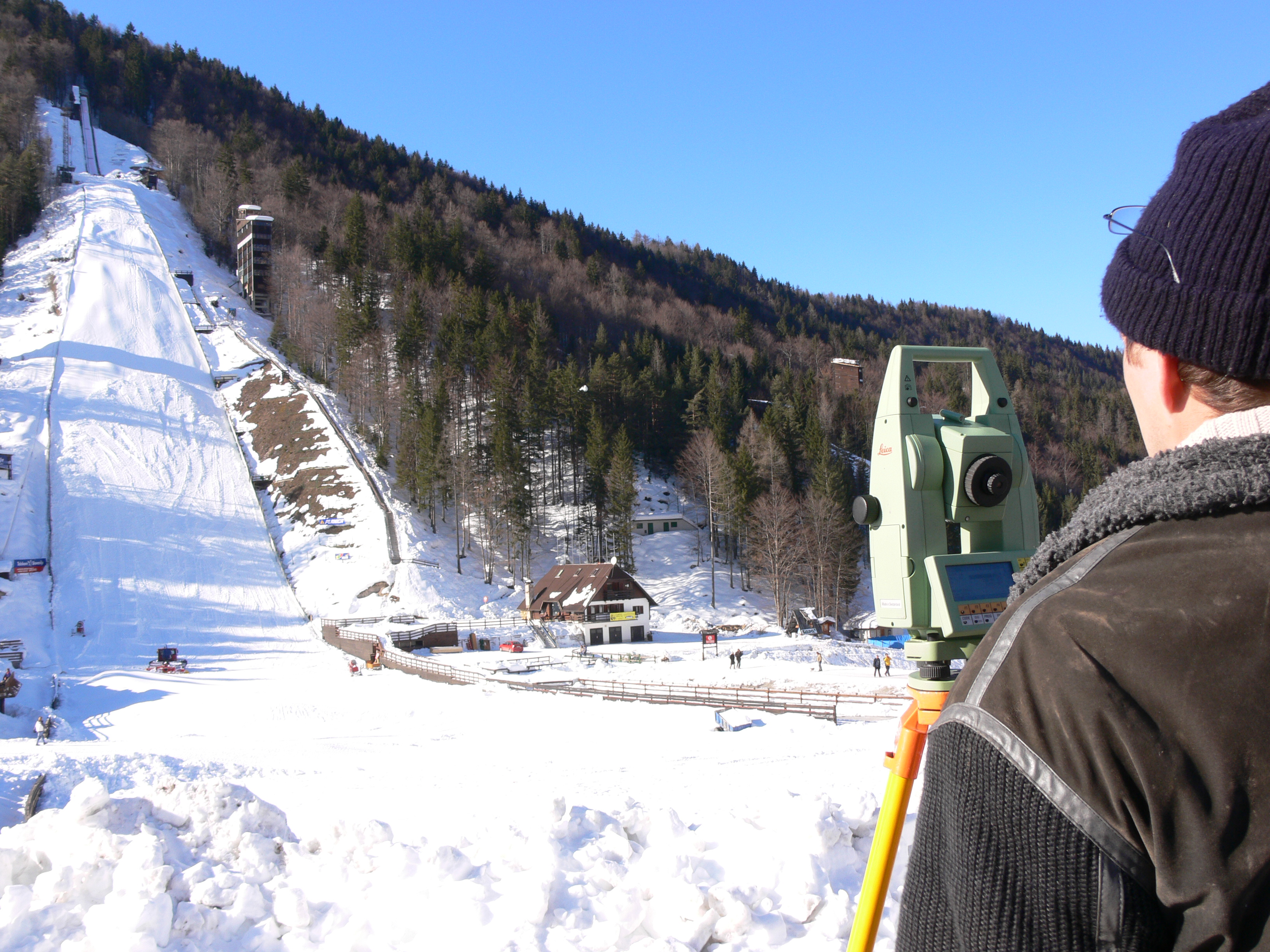
Mérés a mérőállomással
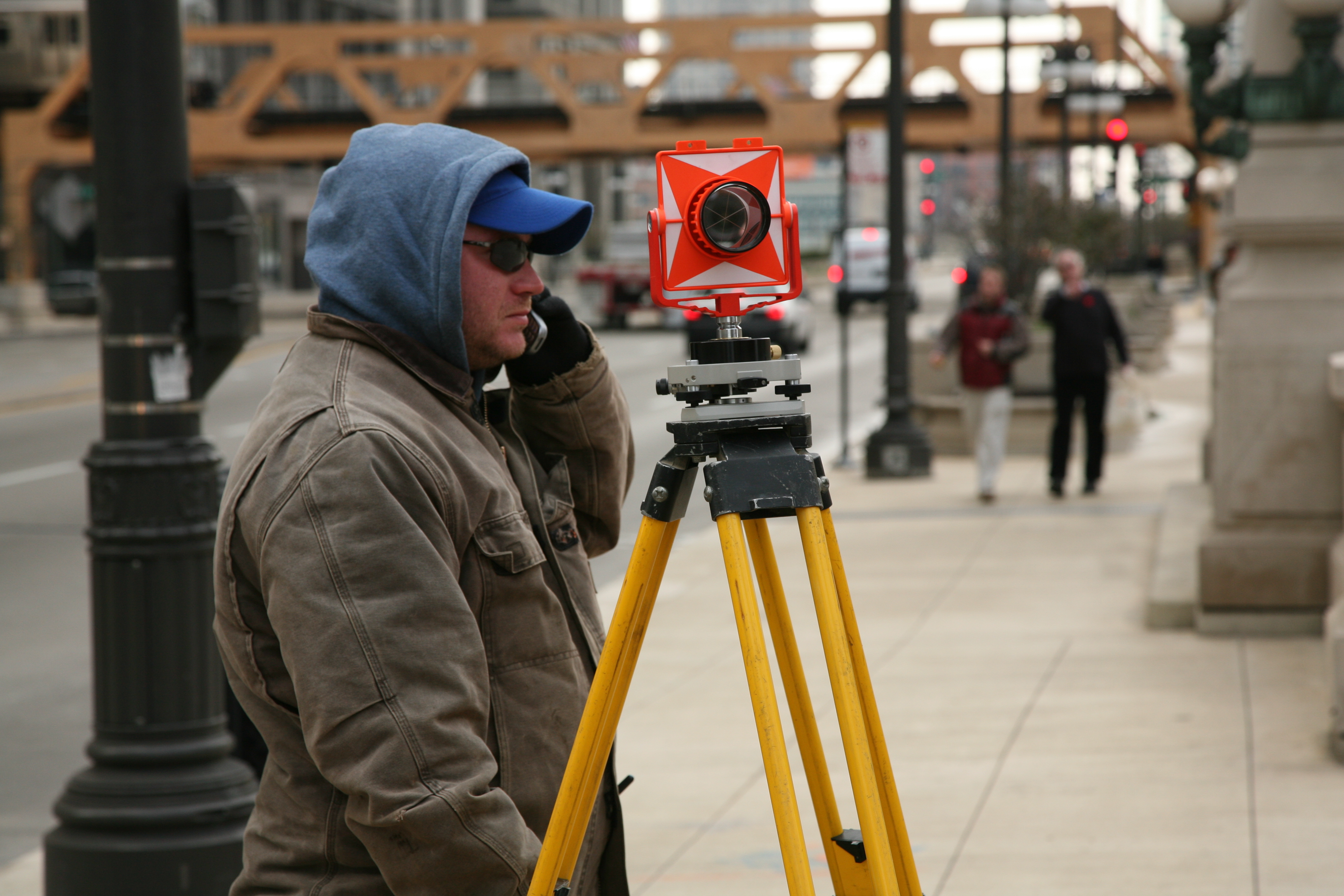
Prizma állványon
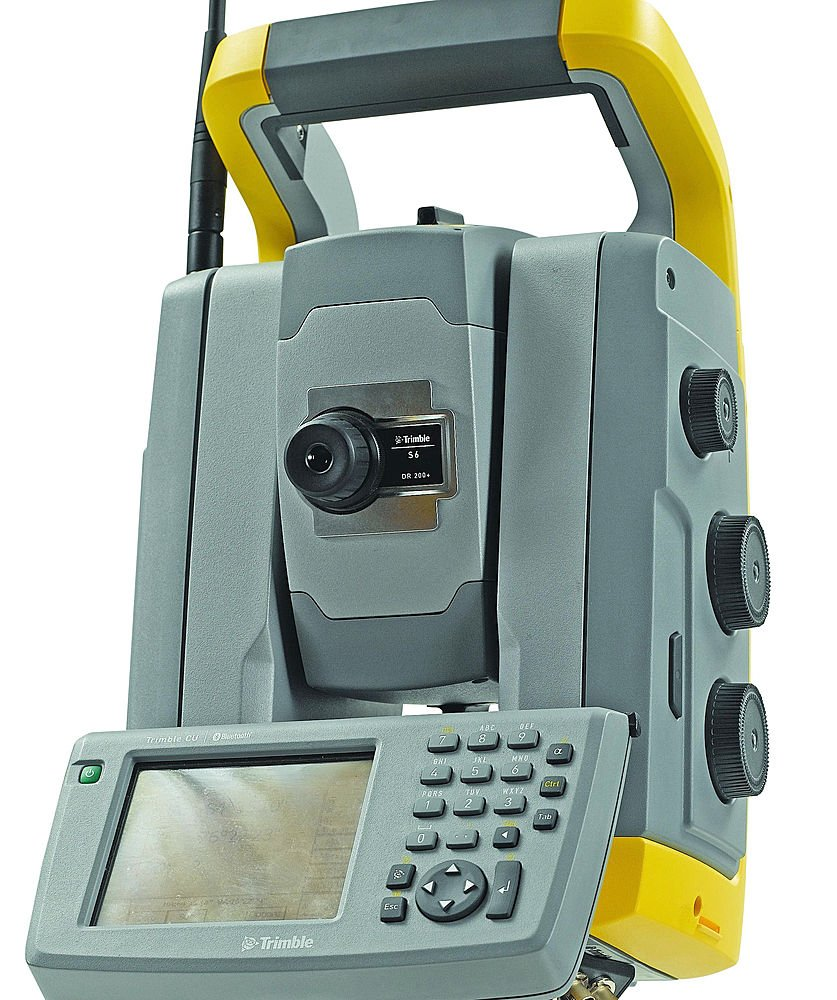
Robot mérőállomás
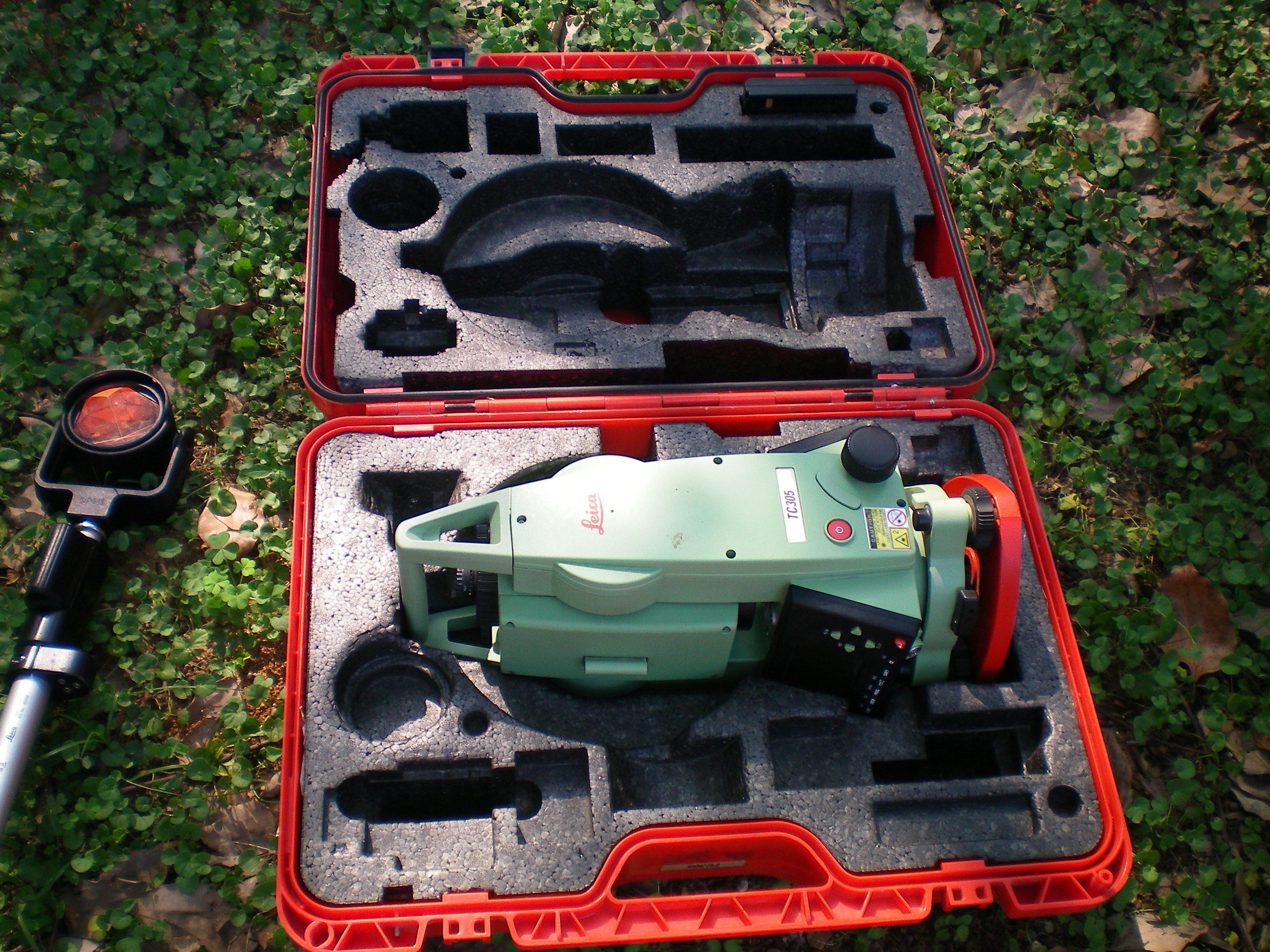
Mérőállomás dobozban

## Fő részei
- távmérő
- vízszintes és magassági szögmérő
- esetleg GPS
- műszerláb
- műszertalp
- műszerdoboz

## Márkák
- Trimble Archiválva 2006. október 19-i dátummal a Wayback Machine-ben
- Sokkia
- Leica
- Topcon